# Pepe Fernandez
Cirilo “Pepe” Fernandez (ur. 14 lipca 1943 w Montevideo) – piłkarz urugwajski, występujący na pozycji napastnika. Zawodnik klubów ligi NASL i holenderskich.

## Kariera piłkarska
Pepe Fernandez rozpoczął karierę w zespole młodzieżowym Emelec Guayaquil. W 1967 roku został zawodnikiem Los Angeles Toros występującym w NPSL. Po powstaniu w 1968 roku ligi NASL Toroszostało przeniesione do San Diego. W 1969 roku został zawodnikiem Kansas City Spurs, z którym w sezonie 1969 zdobył z drużyną mistrzostwo ligi NASL, a także zdobył nagrody indywidualne: MPV Sezonu i Odkrycie Sezonu.
W latach 1969–1971 zawodnikiem występującego wówczas w drugiej lidze holenderskiej Go Ahead Eagles. Następnie przez dwa i pół roku grał w HFC Haarlem.
W 1974 roku wrócił do ligi NASL grać w Seattle Sounders. Zagrał w sezonie 1974 trzy pierwsze mecze sezonu, jednak w trzecim meczu w wyniku błędnego wźlizgu Davida Kempa doznał złamania nogi, które wykluczyło Fernandeza z gry do końca sezonu. W Seattle Sounders występował do 1976 roku. Następnie w 1976 roku grał w występującym w ASL Tacoma Tides. W 1977 roku wrócił do Seattle Sounders, gdzie w 1978 roku zdecydował się zakończyć karierę piłkarską. Łącznie w lidze NASL rozegrał 62 mecze i strzelił 37 goli.
Jednak w 1981 roku zdecydował wznowić karierę piłkarską grając do 1982 roku w Seattle Sounders w halowej lidze NASL.

## Sukcesy zawodnicze
- Mistrz ligi NASL: 1969
- MPV ligi NASL: 1969
- Odkrycie ligi NASL: 1969

## Po zakończeniu kariery
Pepe Fernandez obecnie mieszka w Everett Washington, gdzie założył własny biznes piłkarski.